# McHale's Navy
McHale's Navy is een Amerikaanse komische televisieserie, die oorspronkelijk werd uitgezonden van 1962 tot 1966 op de zender ABC. De serie bestaat uit 138 afleveringen van een half uur, verdeeld over vier seizoenen. Het werd opgenomen in zwart-wit en was gebaseerd op de korte dramafilm Seven Against the Sea, wat ook wel beschouwd wordt als de pilot van de serie. 

## Rolverdeling
| Acteur          | Personage                    |
| --------------- | ---------------------------- |
| Ernest Borgnine | Quinton McHale               |
| Carl Ballantine | Lester Gruber                |
| Tim Conway      | Charles Parker               |
| Joe Flynn       | Wallace B. Binghamton        |
| Bob Hastings    | Elroy Carpenter              |
| Gary Vinson     | George "Christy" Christopher |
| Bobby Wright    | Willy Moss                   |
| Billy Sands     | Harrison "Tinker" Bell       |
| Edson Stroll    | Virgil Edwards               |
| Gavin MacLeod   | Joseph "Happy" Haines        |
| Yoshio Yoda     | Fuji Kobiaji / Takeo         |